# Irving Langmuir
Irving Langmuir (31. siječnja 1881. – 16. kolovoza 1957.) je bio američki kemičar i fizičar. Njegovo najpoznatije djelo napisao je 1919. “Raspored elektrona u atomima i molekulama”.  Iako je kasnije imao puno rasprava o autorskim pravima, njegova vještina izlaganja tema i doprinos u omiljenosti znanosti, doprinijeli su njegovoj popularnosti. Poznat je i po tome što je električnu žarulju punio plinom radi veće trajnosti, uveo je zavarivanje u zaštitnom plinu vodika i dobio je Nobelovu nagradu za kemiju 1932. za rad iz područja površinske kemije.

## Životopis

### Mladost
Irving Langmuir se je rodio u Brooklynu, New York, 31. siječnja 1881. Bio je treće dijete, od četvero, a roditelji su mu bili Charles Langmuir i Sadie. Roditelji su podupirali da proučava prirodne pojave i da ih uredno bilježi. S 11 godina otkriveno je da ima velikih problema s vidom. Kasnije se uspio izliječiti i nakon toga se još više posvetio znanosti. 
Najveći utjecaj na njega je imao njegov stariji brat Arthur, koji se bavio proučavanjem kemije i on je hrabrio Irvinga u njegovoj znatiželji. Pomogao mu je napraviti mali kemijski laboratorij u kutu svoje sobe i bio je strpljiv s Irvingom, kada bi postavljao mnoštvo pitanja. Irving je imao dosta hobija, kao planinarstvo, skijanje, pilotiranje i klasična glazba. Bio je uključen u rasprave s politikom vezanom s upotrebom atomske energije, kao i očuvanju okoliša.

### Školovanje
Školovao se u Sjedinjenim Američkim Državama i Parizu (1892. – 1895.). Višu skolu je završio u Philadelphiji, a u New Yorku je dobio zvanje inženjera metalurgije. Kasnije je i dobio zvanje doktora znanosti s temom Nernstove žarulje (stari uređaj koji je davao stalno infracrveno svjetlo u spektroskopiji) i problema rekombinacije plinova nakon hlađenja. Naknadno je dobio i poslijediplomsko zvanje iz kemije. 

### Istraživanje
Prve doprinose znanosti je dao u studiranju električnih žarulja. Prvo je poboljšao rad difuzijske pumpe, koje je vodilo do otkrića elektronske cijevi. Nakon toga, otkrio je da volframova žarna nit u električnoj žarulji, puno duže traje ako se žarulja puni nekim plemenitim plinom, kao argonom. Otkrio je isto da spiralno uvijanje volframove žarne niti isto povećava njegov radni vijek. Proučavao je i površinsku kemiju, tako da je otkrio jednoatomski vodik, kojim je prevukao sloj na volframovoj žarnoj niti.
1917. je objavio rad o uljnim filmovima, tvrdeći da uljni film na površini vode ima širinu molekule.  Nastavio je s proučavanjem žarnih niti u električnoj žarulji i termoelektronsku emisiju električnih nabijenih čestica s površine. Bio je jedan od prvih koji je proučavao plazmu, i naziv je on skovao, usporedujući je s ponašanjem krvne plazme. Otkrio je i valove ovisne o gustoći elektrona u plazmi, koji se danas nazivaju Langmuirovi valovi. 
Uveo je i pojam temperature elektrona 1924., otkrivši način mjerenja temperature i gustoće elektrona u plazmi Langmuirovom sondom. Otkrio je i atomski vodik, započevši metodom zavarivanje u zaštitnom plinu vodika, koja je bila jedna od prvih metoda zavarivanja plazmom. Danas se ta metoda razvila u elektrolučno zavarivanje netaljivom elektrodom u zaštiti inertnog plina ili TIG postupak zavarivanja. 

### Kasniji radovi
Nakon prvog svjetskog rata doprinio je atomskoj teoriji, uvodeći ideju elektronske ljuske i iona. Uveo je i pojam jednomolekularnog sloja u studiji površinske kemije (ona proučava fizičke i kemijske pojave, koje se javljaju između dva stanja, kao između krutog i tekućeg stanja, ili krutog i plinovitog stanja itd.). od 1938. je proučavao atmosferu i meteorologiju. Otkrio je i pojavu Langmuirovog strujanja, strujanje koje se javlja u oceanima, kada puše snažan vjetar, pa se pojavljuju spiralna strujanja u moru, usporedno sa strujanjem vjetra. 
Za vrijeme Drugog svjetskog rata, poboljšao je rad sonara za podmornice i postupak odleđivanja krila aviona. Istraživao je pojavu suhog leda i počeo ga primjenjivati da izazove kišu iz oblaka, koje se i danas koristi u svijetu, ali je korist upitna. 

## Osobni zivot
Oženio se 1912. s Marion Mersereau, s kojom je posvojio dvoje djece: Kenneth i Barbaru. Umro je 1957. od srčanog udara.